# Schizont

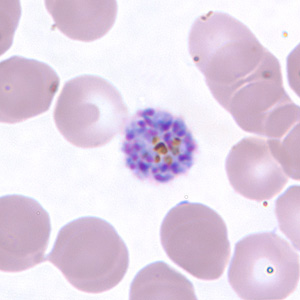
Schizont Plasmodium vivax wśród czerwonych krwinek

Schizont – jedna z form rozwojowych części pierwotniaków, głównie niektórych sporowców. Wielojądrowa forma bezpłciowa, powstała w wyniku schizogonii. Schizonty zarodźca malarii rozwijają się w krwinkach gospodarza, po czym rozpadają się na jednojądrzaste merozoity. Z merozoitów może powstać kolejne pokolenie schizontów.